# جان هاوارد (دوچرخه‌سوار)
جان هاوارد (انگلیسی: John Howard؛ زادهٔ ۱۶ اوت ۱۹۴۷) دوچرخه‌سوار اهل ایالات متحده آمریکا است. وی در
، ۱۹۷۲ و ۱۹۷۶ شرکت کرده است.